# Ulvätten
Ulvätten och tillbakaseende ulv är nutida konventionell benämning  på svensk frälseätt som inte använde något släktnamn, utgrenad ur Bjälboätten genom en bror till jarlen Ulf Fase, jarlen Karl Döves son Karl Karlsson (Ulv), vilka förde en vingad pilspets i vapnet. Ätten dog ut på manssidan 1580 och på kvinnosidan i början av 1600-talet, innan Sveriges Riddarhus grundades 1625, varför den aldrig introducerades där som adelsätt.
Karl Karlssons sonson Filip Ulfsson (Ulv) förde en sköld med ett tillbakaseende djur som tolkats som en varg, det vill säga ulv, i vapnet vilket bildat det konventionella namnet Ulv, eller Ulvätten till ätten, ett namn som medlemmarna under medeltiden inte använde. Förslag har också framförts att det inte är en ulv som avbildats, utan en så kallad heraldisk brisyr av Bjälboättens lejon, som har tolkats felaktigt på grund av svårigheten att i sigillen urskilja vapendjurets detaljer.
Ättlingar som finns kvar idag härstammar från Karin Arentsdotter, dotter av hövidsmannen på Stockholms slott, riddaren och riksrådet Arent Bengtsson (tillbakaseende ulv) och hans 1:a fru Brita Bengtsdotter (Natt och Dag) och fortlever på så vis i Sverige. 

## Släkttavla
1. Karl Karlsson (Ulv), född 1220 eller 1221, och dog tidigast 1253 och sannolikt före sin 1260 stupade brorson Karl Ulfsson.
  1. Ulf Karlsson (Ulv), 1276, dog 1281, riddare. sannolikt född 1247 eller 1248, död 1281, riddare, svenskt riksråd och under en tid Sveriges första drots. stamfar till Ätten Ulv. Gift med en dotter till Karl Ingeborgasson Lejonbalk, död 1273.
    1. Ingeborg Ulfsdotter (Ulv). Dog mellan 1297 och 1307. Gift med riddaren Knut Matsson (Lejonbjälke), som nämnes tidigast 1280, blev lagman i Närke mellan 1279 och 1283 och riksråd senast 1288 samt dog 1289. Hon blev senast 1296 omgift med riddaren och riksrådet, sedermera hertigarna Eriks och Valdemars drots Abjörn Sixtensson (Sparre av Tofta). Vidare kallar fru Ingeborg Ulfsdotter Tyrgils Knutsson för sin cognatus den 1 december 1296.[4]
    2. Filip Ulfsson (Ulv) hade barnen:
      1. Ulf Filipsson, 1319–1350 (Död cirka 1350), riddare, riksråd åt Magnus Eriksson. Ulf Filipsson var 1318 sista namn som beseglar stilleståndsöverenskommelsen mellan anhängarna till de vid Nyköpings gästabud dödade hertigarna Erik och Valdemar och deras svärfar kung Håkan av Norge på ena sidan och på andra sidan kung Birger och kung Erik av Danmark. 1331 avsäger sig Ulf sina anspråk på en gård i Skeppsta. 1333 var Ulf riddare och kung Magnus löftesman. 1349 byter Ulf gårdar med Sten Turesson Bielke å sina barns vägnar vilket beseglas av brodern Bengt Filipsson och svågrarna Arvid och Bengt Staffansson. Gift med NN Stefansdotter (var död 1349 [5]), dotter till Stefan Röriksson (två sparrar).
        1. Staffan Ulfsson (Ulv) (död 1393 i Västerås). Gift med NN Haraldsdotter (Gren).
          1. Ulf Staffansson (Ulv) (död mellan 1436 och 4 maj 1438). Gift 1411 (morgongåva 18.11 1411) med Birgitta Jönsdotter (Stenstaätten), död senast 1423.
            1. Staffan Ulfsson (Ulv) (död cirka 1478). Gift 1) med Birgitta Ottesdotter Peccatel, sannolikt dotter till Otte Peccatel.
              1. Ulf Staffansson (Ulv), död före 1478. Gift med Sigrid Karlsdotter (Bonde), dotter till Karl Tordsson (Bonde).
              2. Karl Staffansson (Ulv), död före 1478.

      2. Karl Filipsson, (1320–1333), väpnare
        1. Holmger Karlsson (Ulv), gift med Kristina Nilsdotter (Rävelstaätten) [6]
          1. Katarina Holmgersdotter (Ulv), gift med Ture Stensson (Bielke).

      3. Johan Filipsson. död mellan 1336 och 1340, riddare
      4. Ingrid Filipsdotter
      5. Märta Filipsdotter, gift med Mats Håkansson (Bergkvaraätten)
      6. Eggard Filipsson
      7. Margareta Filipsdotter
      8. Magnus Philippusson
      9. Bengt Filipsson, 1341–1381, riddare, riksråd, lagman.
        1. En stor jordägare var det svenska svenskt riksrådet och häradshövdingen i Kinda härad, Gotskalk Bengtsson (Ulv), son till Bengt Philippusson och ägare till sätesgården Aspnäs gård i Östervåla socken. Gift med Ingeborg (Johansdotter) Moltke.
          1. Bengt Gotskalksson (Ulv)  (cirka 1390 – cirka 1440), Väpnare, Riksråd.  Han var gift med Birgitta Arendsdotter (Styke).
            1. Arend Bengtsson. Gift senast 8.8 1450 med Birgitta Bengtsdotter, som levde ännu 9.5 1453 och var dotter av riksrådet och lagmannen i Närke Bengt Stensson (Natt och Dag) och Kristina Magnusdotter (Magnus Marinasons ätt). Omgift senast 20.10 1462 med Hebbla Albrektsdotter, som levde ännu 1484 och var dotter av danska riksrådet Albrekt Bydelsbach och Anna Eriksdotter (Krummedige).
              1. Karin Arendsdotter. Dog tidigast 1504. Gift senast 1477 med Per Eriksson (Örnflycht) på Granhammar i Västra Ryds sn, Bro hd i Uppland, som nämnes tidigast 21.3 1472, mellan 1483 och 1487 blev häradshövding i Håbo hd i Uppland, vilket han var ännu 28.1 1497, nämnes som riksråd 1489-1497 och dog mellan 12.3 och 26.11 1497.[1]
              2. riksrådet Gotskalk Arendsson (Ulv)
                1. Kristina Gotskalksdotter (Ulv), gift med Anders Håkansson (Hålbonäsätten)

              3. Kerstin Gottschalksdotter, gift med Nils Bese.

            2. Magnus Bengtsson (Ulv), gift med Cecilia Sigmundsdotter (vingad lilja).[7]
            3. Knut Bengtsson (Ulf)
              1. Gustaf Knutsson (Ulv)
              2. Bengt Knutsson (Ulv)
                1. Knut Bengtsson (Ulv)
                2. Claus Bengtsson (Ulv)
                3. Sten Bengtsson (Ulv)
                  1. Claus Stensson (Ulv), stupade i slaget vid Axtorna
                  2. Karin Stensdotter (Ulv), gift med Christoffer Andersson Grip
                  3. Anund Stensson (Ulv), häradshövding på Öland, levde 1580
                    1. Sten Anundsson (Ulv) död ung

              3. Birgitta Knutsdotter, gift med Johan Bese

      10. Erik Filipsson. Tidigast nämnd 1341
      11. En dotter